# Friedhelm Beiner
Friedhelm Beiner (* 25. Januar 1939 in Lemgo; † 14. Oktober 2024) war ein deutscher Erziehungswissenschaftler und emeritierter Professor der Bergischen Universität Wuppertal.

## Biografie
Beiner absolvierte nach einer Berufsausbildung, einem Ingenieurstudium und kurzer Tätigkeit in der Industrie ein Studium zum Lehramt für berufsbildende Schulen an der Technischen Hochschule Aachen (1969: Erste Staatsprüfung), promovierte anschließend in den Fächern Pädagogik, Psychologie und Soziologie (Dissertation in Pädagogik). Dort war er als Assistent und Akademischer Oberrat am Pädagogischen Institut tätig. Wegen mehrerer – auch fachübergreifender – Publikationen erhielt er an der TH Aachen 1974 den Ruf zur professoralen Leitung eines hochschuldidaktischen Zentrums, den er 1975 zugunsten einer ordentlichen Professur für Erziehungswissenschaft an der damaligen Gesamthochschule Wuppertal ausschlug. In Wuppertal lehrte und forschte er von 1975 bis zu seiner Emeritierung 2004.  Er war Dekan seines Fachbereiches, stellvertretender Leiter des Staatlichen Prüfungsamtes für die Lehrämter, Beiratsvorsitzender des Medienzentrums, Leiter des Arbeitskreises Lehrerbildung und Gutachter für zwei Studienstiftungen.
Seine Arbeitsschwerpunkte waren Allgemeine Didaktik/Unterrichtswissenschaft, die Erinnerungskultur 3. Reich: Holocaust, Adolf Reichwein, Leben und Werk Janusz Korczaks sowie die Rekonstruktion der Pädagogik Korczaks.
Für viele Jahre war er erster Vorsitzender der Deutschen und Vizepräsident der Internationalen Korczak-Gesellschaft. Im Sinne von oral history arbeitete er mit noch lebenden Zeitzeugen und den Nachlassforschern Korczaks – vor allem in Polen – zusammen. „Prof. Beiner ist international anerkannter Experte für Leben und Werk des polnisch-jüdischen Kinderarztes, Erziehers und Poeten Janusz Korczak“, hieß es 2011 in einer Pressemitteilung der Universität Wuppertal.

## Veröffentlichungen
- Individualisierung im Programmierten Unterricht (PU) und Computer-Unterstützten Unterricht (CUU). Pädagogischer Verlag Schwann Düsseldorf 1972, ISBN 3-7895-0167-0.
- Heterogene Gleichgewichte. Ein Studienprogramm zur Einführung in die Konstitutionslehre der Metallkunde, mit Jörn Hansen. De Gruyter Berlin 1974, ISBN 978-3-11-004829-2.
- Janusz Korczak – Zeugnisse einer lebendigen Pädagogik. Korczak-Kolloquium. Vierzig Jahre nach seinem Tod (Hg.) (Erstes Wuppertaler Korczak-Kolloquium). Agentur Dieck Heinsberg 1982, ISBN 3-88852-106-8.
- Der Holocaust – Familie und gesellschaftliche Folgen – Aufarbeitung in Wissenschaft und Erziehung? mit Dan Bar-On / Manfred Brusten. Uni-Druck Wuppertal 1988.
- Was Kindern zusteht. Janusz Korczaks Pädagogik der Achtung. Inhalt – Methoden – Chancen. Gütersloher Verlagshaus, Gütersloh 2008, ISBN 978-3-579-08041-3.
- Janusz Korczak. Themen seines Lebens. Eine Werkbiographie. Gütersloher Verlagshaus Gütersloh 2011, ISBN 978-3-579-06561-8. Auch als E-Book: http://d-nb.info/119108406X
- Korczas demokratische Erziehungsreform: Partizipation, Konstitution, Achtung. Versuch einer werkbiographischen Rekonstruktion. In Pädagogische Rundschau, H. 1, S. 77–101, ISSN 0030-9273 online 2365-8.
- Janusz Korczak: Sämtliche Werke, mit Erich Dauzenroth herausgg. Gütersloher Verlagshaus,
  - Band 1: Kinder der Straße. Kind des Salons. Gütersloh 1996, ISBN 3-579-02340-3.
  - Band 2: Humoresken. Satiren. Albernes Zeug. Gütersloh 2002, ISBN 3-579-02341-1.
  - Band 3: Bobo. Die verhängnisvolle Woche. Wenn ich wieder klein bin. Lebensregeln. Über die Einsamkeit. Gütersloh 2000, ISBN 3-579-02342-X.
  - Band 4: Wie liebt man ein Kind. Erziehungsmomente. Das Recht des Kindes auf Achtung. Fröhliche Pädagogik. Gütersloh 1999, ISBN 3-579-02343-8.
  - Band 5: Der Frühling und das Kind. Allein mit Gott. Unverschämt kurz. Senat der Verrückten. Die Menschen sind gut. Drei Reisen Herscheks. Kinder der Bibel: Mose. Gütersloh 1997, ISBN 3-579-02344-6.
  - Band 6: Geschichten und Erzählungen. Belehrungen und Betrachtungen. Die Schweizreise. Gütersloh 2000, ISBN 3-579-02345-4.
  - Band 7: Sozialkritische Publizistik. Die Schule des Lebens. Gütersloh 2002, ISBN 3-579-02346-2.
  - Band 8: Sozialmedizinische Schriften. Gütersloh 1999, ISBN 3-579-02347-0.
  - Band 9: Theorie und Praxis der Erziehung. Pädagogische Essays 1898-1942. Gütersloh 2004, ISBN 3-579-02348-9.
  - Band 10: Eindrücke und Notizen aus Sommerkoloniedn. Die Morsches, Joscheks und Sruleks. Die Józeks, Jasieks und Franeks. Ruhm. Gütersloh 1999, ISBN 3-579-02349-7.
  - Band 11: König Maciuś der Erste. König Maciuś auf der einsamen Insel. Gütersloh 2002, ISBN 3-579-02350-0.
  - Band 12: Der Bankrott des kleinen Jack. Kajtuś, der Zauberer. Gütersloh 1998, ISBN 3-579-02351-9.
  - Band 13: Ein hartnäckiger Junge. Publizistik für Kinder und Jugendliche. Berichte und Geschichten aus den Waisenhäusern. Gütersloh 2003, ISBN 3-579-02352-7.
  - Band 14: Kleine Rundschau. Chanukka- und Purim-Szenen. Gütersloh 2005, ISBN 3-579-02353-5.
  - Band 15: Briefe und Palästina-Reisen. Dokumente aus den Kriegs- und Ghetto-Jahren. Tagebuch – Erinnerungen. Varia. Gütersloh 2005, ISBN 3-579-02354-3.
  - Band 16: Themen seines Lebens. Kalendarium: Werk-Biographie. Gütersloh 2010, ISBN 978-3-579-02355-7.
  - Ergänzungsband: Janusz Korczak in der Erinnerung von Zeitzeugen. Mitarbeiter, Kinder und Freunde berichten, mit Silvia Ungermann herausgg. und bearbeitet. Gütersloh 1999, ISBN 3-579-02357-8.

## Ehrungen
- 1986, 1991: Korczak-Medaille (Medal Pamiᾳtkowy) der Internationalen Korczak-Gesellschaft, verliehen in Jerusalem und Warschau.
- 2011: Korczak-Preis der Deutschen Korczak-Gesellschaft